# Birthe Backhausen
Birthe Backhausen (20. januar 1927 i København – 18. november 2005 samme sted) var en dansk skuespillerinde. Hun startede som balletbarn på Det kongelige Teater og blev her udnævnt til balletdanserinde.
Hun gennemgik sin skuespilleruddannelse på Odense Teater og blev udlært i 1951.
Hun var engageret på teatre i Aarhus og København efter i 1968 at være blevet afskediget som lærer ved Odense Teaters elevskole, en fyring medierne skrev meget om.
I 1970 medvirkede hun i rockmusicalen Hair på Gladsaxe Teater og senere som revyskuespillerinde på Rottefælden i Svendborg.
Hun fik en række tv-roller fx som fru Skjold-Hansen i serien Matador og nåede at rejse landet rundt på foredrags- og oplæsningsturné. Hun var også iscenesætter af talrige stykker.
Birthe Backhausen var gift med Helge Rungwald, teaterchefen på Odense Teater, fra 1949 til hans død i 1960.

## Filmografi
- I gabestokken – 1950
- Charly & Steffen – 1979
- Kvindesind – 1980
- Elvis Hansen - en samfundshjælper – 1988
- Ved vejen – 1988
- At kende sandheden – 2002